# 1964年東京オリンピックの自転車競技

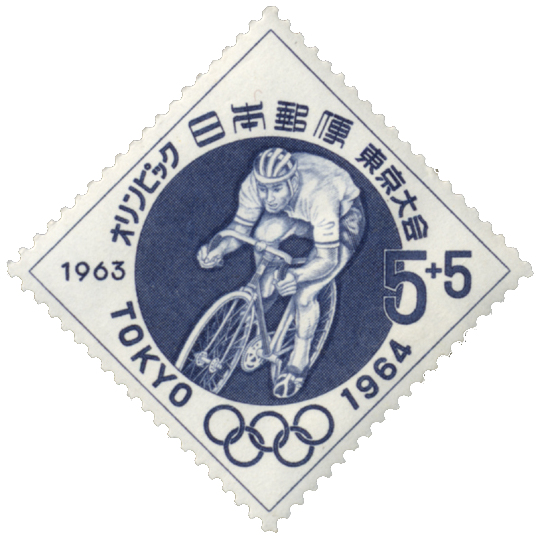
1963年の切手

1964年東京オリンピックの自転車競技（1964ねんとうきょうオリンピックのじてんしゃきょうぎ）は、1964年に開催された東京オリンピックの自転車競技の結果を一覧に記したものである。この大会からトラック種目として新たに個人追い抜きが設けられた。

## ロードレース

### 個人ロードレース
194.832km
| 順位     | 選手名                 | 国・地域   | 記録          |
| -------- | ---------------------- | ---------- | ------------- |
| 1        | マリオ・ツァニン       | イタリア   | 4時間39分51秒 |
| 2        | キエル・ロディアン     | デンマーク | 同            |
| 3        | ワルテル・ホデフロート | ベルギー   | 同            |
| 36       | 大宮政志               | 日本       | 4時間39分51秒 |
| 84       | 山尾裕                 | 日本       |               |
| 85       | 赤松敏郎               | 日本       |               |
| 途中失格 | 辻昌憲                 | 日本       |               |

### チームタイムトライアル
109.893km
| 順位 | 選手名                                                                                            | 国・地域     | 記録       |
| ---- | ------------------------------------------------------------------------------------------------- | ------------ | ---------- |
| 1    | バルト・ズット エヴェルト・ドルマン ヘルベン・カルステンス ヤン・ピテルス                         | オランダ     | 2:26:31:19 |
| 2    | フェッルッチョ・マンツァ セヴェリーノ・アンドレオーリ ルチャーノ・ダッラ・ボーナ ピエトロ・グエラ | イタリア     | 2:26:55:39 |
| 3    | ステューレ・ペーテルソン スヴァン・ハムリン エリック・ペーテルソン イェスタ・ペーテルソン         | スウェーデン | 2:27:11:52 |
| 19   | 大宮政志 加藤武久 志村義夫 福原広次                                                               | 日本         | 2:40:13:27 |

## トラックレース

### スプリント
|           | 順位         | 選手名                           | 1本目 | 2本目 | 決定戦 |
| --------- | ------------ | -------------------------------- | ----- | ----- | ------ |
| 決勝      | 1            | ジョヴァンニ・ペッテネッラ (ITA) | 13.85 | 13.69 |        |
| 決勝      | 2            | セルジョ・ビアンケット (ITA)     |       |       |        |
| 3位決定戦 | 3            | ダニエル・モレロン (FRA)         |       | 11.58 | 13.85  |
| 3位決定戦 | 4            | ピエール・トランタン (FRA)       | 11.42 |       |        |
|           | 二次予選敗退 | 佐藤勝彦 (JPN)                   |       |       |        |
|           | 一次予選敗退 | 河内剛 (JPN)                     |       |       |        |

### 1000mタイムトライアル
| 順位 | 選手名                     | 国・地域 | 記録      |
| ---- | -------------------------- | -------- | --------- |
| 1    | パトリック・セルキュ       | ベルギー | 1分09秒59 |
| 2    | ジョヴァンニ・ペッテネッラ | イタリア | 1分10秒09 |
| 3    | ピエール・トランタン       | フランス | 1分10秒42 |
| 10   | 佐藤勝彦                   | 日本     | 1分11秒68 |

### 4000m個人追い抜き
| 順位 | 選手名               | 国・地域         | 記録      |
| ---- | -------------------- | ---------------- | --------- |
| 1    | イジー・ダレル       | チェコスロバキア | 5分04秒75 |
| 2    | ジョルジョ・ウルシ   | イタリア         | 5分05秒96 |
| 3    | プレベン・イサクソン | デンマーク       | 5分01秒90 |
| 13   | 山藤浩三             | 日本             | 5分17秒57 |

### 4000m団体追い抜き
| 順位 | 選手名                                                                                | 国・地域       | 記録      |
| ---- | ------------------------------------------------------------------------------------- | -------------- | --------- |
| 1    | エルンスト・シュトレング ロター・クレスゲス カールハインツ・ヘンリヒス カール・リンク | 東西統一ドイツ | 4分35秒67 |
| 2    | フランコ・テスタ センチオ・マントヴァーニ カルロ・ランカーティ ルイジ・ロンカリア     | イタリア       | 4分35秒74 |
| 3    | コル・スヒューリング ヘンク・コルネリス ヘラルト・クル ヤープ・アドケルク             | オランダ       | 4分38秒99 |
| 11   | 山藤浩三 伊藤富士夫 高橋耕作 罐範男                                                   | 日本           | 5分17秒57 |

### タンデムスプリント
|           | 順位     | 選手名                                                        | 1本目     | 2本目 | 決定戦 |
| --------- | -------- | ------------------------------------------------------------- | --------- | ----- | ------ |
| 決勝      | 1        | セルジョ・ビアンケット (ITA) アンジェロ・ダミアーノ (ITA)     | （10.80） | 10.85 | 10.75  |
| 決勝      | 2        | イマンツ・ボドニエクス (URS) ヴィクトル・ログノフ (URS)       |           |       |        |
| 3位決定戦 | 3        | ヴィリ・フッガーラー (EUA) クラウス・コーブシュ (EUA)         | 10.98     | 11.04 |        |
| 3位決定戦 | 4        | アリー・デ・フラーフ (NED) ピーター・ファン・デル・タウ (NED) |           |       |        |
|           | 予選敗退 | 手嶋敏光 (JPN) 班目秀雄 (JPN)                                 |           |       |        |

## 各国メダル数
| 順 | 国・地域         | 金 | 銀 | 銅 | 計 |
| -- | ---------------- | -- | -- | -- | -- |
| 1  | イタリア         | 3  | 5  | 0  | 8  |
| 2  | ベルギー         | 1  | 0  | 1  | 2  |
| 2  | オランダ         | 1  | 0  | 1  | 2  |
| 2  | 東西統一ドイツ   | 1  | 0  | 1  | 2  |
| 5  | チェコスロバキア | 1  | 0  | 0  | 1  |
| 6  | デンマーク       | 0  | 1  | 1  | 2  |
| 7  | ソビエト連邦     | 0  | 1  | 0  | 1  |
| 8  | フランス         | 0  | 0  | 2  | 2  |
| 9  | スウェーデン     | 0  | 0  | 1  | 1  |

## その他
- 今大会の個人ロードレースにエディ・メルクスが出場。優勝のツァニンと同タイムの12位だった。翌年、メルクスはプロへと転向する。
- 個人ロードレースの模様は、市川崑監督の映画、「東京オリンピック」の中でも紹介されている（約3～4分程度）。
- トラックレースの会場となった八王子自転車競技場は今大会終了後に取り壊された。現在はアパート等、集合住宅地となっている。

## 主な参加選手
- 日本代表選手については、

- エディ・メルクス（ ベルギー）
- フェリーチェ・ジモンディ（ イタリア）
- ワルテル・ホデフロート（ ベルギー）
- イェスタ・ペーテルソン（ スウェーデン）
- ヘルベン・カルステンス（ オランダ）
- ルシアン・エマール（ フランス）
- ロジェ・スウェルツ（ ベルギー）
- オーレ・リッター（ デンマーク）
- ジョニー・シュレク（ ルクセンブルク） - フランク、アンディ兄弟の父
- ダニエル・モレロン（ フランス）
- ピエール・トランタン（ フランス）
- セルジョ・ビアンケット（ イタリア）
- パトリック・セルキュ（ ベルギー）
- ヒュー・ポーター（ イギリス）
- ニールス・フレッドボーグ（ デンマーク）